# Пертюи (Воклюз)
Пертюи́ (фр. Pertuis) — коммуна на юго-востоке Франции в регионе Прованс — Альпы — Лазурный Берег, департамент Воклюз, округ Апт. Город является центром одноимённого кантона.

## Географическое положение
Пертюи расположен в 65 км к юго-востоку от Авиньона. Соседние коммуны: Ла-Тур-д'Эг на северо-востоке, Ла-Бастидонн на востоке, Ле-Пюи-Сент-Репарад на юго-западе, Вильлор на западе, Ансуи на северо-западе.
Площадь коммуны — 66,23 км², население — 18 611 человек (2006) с тенденцией к росту: 19 141 человек (2012), плотность населения — 289,0 чел/км².

### Гидрография
Коммуну пересекает Эз, правый приток Дюранса. Из-за частых наводнений коммуны в период паводка Эз в настоящее время убран в трубу. Дюранс, третья по величине река Прованса, течёт по краю коммуны и служит естественной границей между департаментами Воклюз и Буш-дю-Рон.

## Демография
Население коммуны в 2011 году составляло 19 033 человека, а в 2012 году — 19 141 человек.
| 1962 | 1968 | 1975  | 1982  | 1990  | 1999  | 2006  | 2010  | 2011  | 2012  |
| ---- | ---- | ----- | ----- | ----- | ----- | ----- | ----- | ----- | ----- |
| 6774 | 8355 | 10117 | 12430 | 15791 | 17833 | 18611 | 18931 | 19033 | 19141 |

Динамика населения:

## Достопримечательности

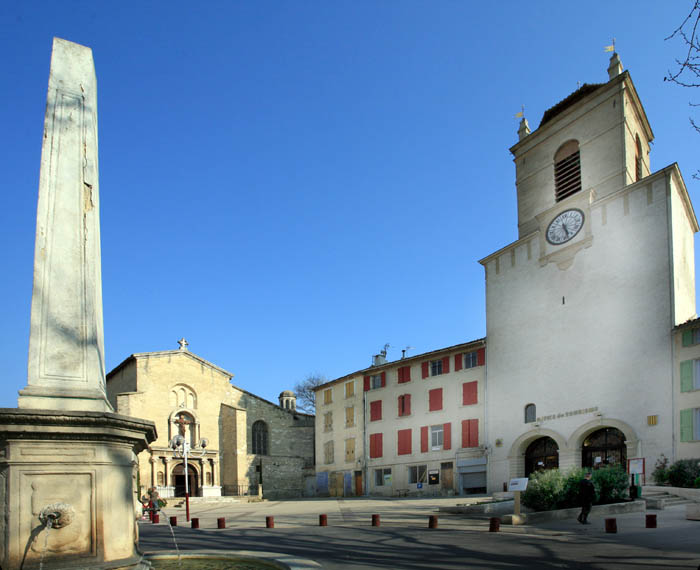
Церковь и департамент туризма

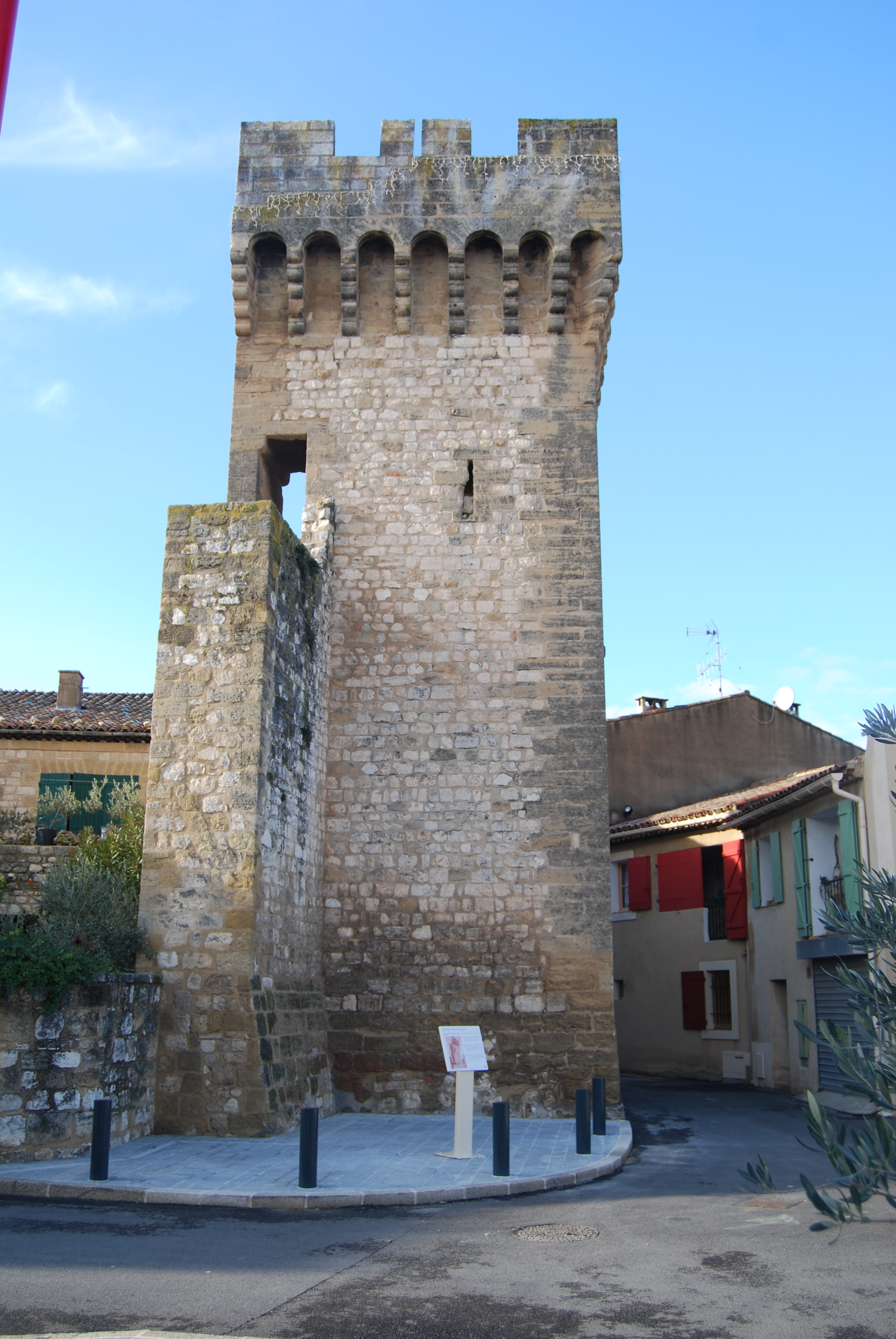
Башня Сен-Жак

- Церковь Святого Николя, XV—XVI века.
- Башня Сен-Жак XIV века, единственная сохранившаяся из четырёх квадратных башен бывшего крепостного сооружения Пертюи.
- Беффруа XII века, остался от бывшего замка. Сейчас здесь располагается департамент туризма.
- Часовня де-ла-Шарите, начало XVII века.